# Tethya multifida
Tethya multifida är en svampdjursart som först beskrevs av Carter 1882.  Tethya multifida ingår i släktet Tethya och familjen Tethyidae. Inga underarter finns listade i Catalogue of Life.